# Front południowy podczas wojny domowej w Syrii
Front południowy wojny domowej w Syrii – działania wojenne podczas wojny domowej w Syrii rozgrywające się w muhafazach Dara, As-Suwajda i Al-Kunajtira.

## Wydarzenia 2011–2013
Dara była jednym z pierwszych miast, gdzie doszło do antyrządowego buntu i zamieszek przeciwko władzy prezydenta Assada. Po kilkudniowym oblężeniu miasta z przełomu kwietnia i maja 2011, tamtejsze powstanie zostało stłumione.
Działania wojenne w muhafazie Dara rozpoczęły się na początku 2013, kiedy tamtejsi bojownicy Wolnej Armii Syrii (FSA) zaczęli otrzymywać wsparcie finansowe i zbrojeniowe od zagranicznych donatorów. Broń dla bojowników opozycji była szmuglowana przez granicę z Jordanią. Pierwszym znacznym sukcesem rebeliantów było zajęcie przez FSA 30-tysięcznego Da’il, 29 marca 2013. Aby zapobiec pochodowi rebeliantów z frontu południowego na Damaszek, 13 maja 2013 siły rządowe przejęły kontrolę nad Chirbat Ghazala, odblokowując tym samym strategiczną drogę między Damaszkiem a Darą. Kolejnym sukcesem rebeliantów było zajęcie 17 lipca 2013 miasta Nawa, a 28 września 2013 przejścia granicznego z Jordanią w Ramthmie.

## 2014

Sytuacja wokół Dary.
Siły Zbrojne Syrii
Wolna Armia Syrii

Siły Zbrojne Syrii
     Wolna Armia Syrii

### Powołanie Frontu Południowego
Generalną ofensywę na froncie południowym prozachodnie ugrupowania antyrządowe skupione wokół Wolnej Armii Syrii rozpoczęły lutym 2014. 14 lutego 2014, 49 ugrupowań wchodzących w skład Wolnej Armii Syrii, powołało grupę pod nazwą Front Południowy. Wcześniej rebelianci korzystając z broni dostarczanej przez Stany Zjednoczone oraz Arabię Saudyjską za pośrednictwem Jordanii (m.in. pociski przeciwpancerne, za pomocą których skutecznie eliminowano syryjskie czołgi), byli w stanie zająć miejscowość Usman, leżącą na północ od Dary. Zachodni donatorzy oceniali, iż na froncie południowym tuż przy granicy z Jordanią walczyli „najbardziej umiarkowani” opozycjoniści i nawet obecni tam islamiści z Dżabhat an-Nusra byli w ocenie zachodnich wywiadów „bardziej pragmatyczni” niż ci z północy kraju. Prozachodnich rebeliantów wspierał również Front Islamski.
W drugiej połowie lutego toczono intensywne walki ze zmiennym szczęściem pod Darą. 19 lutego 2014 Syryjskie Arabskie Siły Powietrzne rozpoczęły kampanię intensywnych nalotów na pozycje rebeliantów pod Darą. W nocy 25 lutego 2014 bojownicy Dżabhat an-Nusra zajęli bazę u podnóża wzgórza Tall al-Dżabijja, w której rzekomo znajdowały się zapasy wywożonej z kraju broni chemicznej. Zaniepokojony możliwym faktem wpadnięcia broni chemicznej w ręce terrorystów będących odgałęzieniem Al-Ka’idy, zagraniczny wywiad zagroził bojownikom, w przypadku przechwycenia broni, izraelskimi nalotami. Islamiści zgodzili się pozostawić broń chemiczną, co potwierdził jordański wywiad. 1 marca 2014 na miejsce przybyło syryjskie wojsko, które odepchnęło bojowników od niezabezpieczonej bazy.

### Odbicie Inchil oraz Nawy przez armię
W międzyczasie armia kierowała swoje natarcie ku miastom Inchil i Nawa, które zostały odbite z rąk buntowników. Konfrontacje toczono również na Wzgórzach Golan oraz w muhafazie Al-Kunajtira, która według Lokalnych Komitetów Koordynacyjnych w 80% była kontrolowana przez opozycjonistów. 19 marca 2014 rebelianci zajęli więzienie Gharaz, uwalniając z niego setki osób. Dzień później kontrofensywa rebeliantów stanęła u bram miast Nawa, Asz-Szajch Maskin i Izra, z powodu wstrzymania dostaw broni przez granicę jordańską. 3 kwietnia 2014 siły opozycyjne dokonały szturmu na bazę wywiadu sił powietrznych w Darze. W międzyczasie pozycje rebeliantów były bombardowane przez lotnictwo za pomocą bomb beczkowych. 16 kwietnia 2014 Jordańskie Królewskie Siły Powietrzne zbombardowały syryjski pojazd opancerzony, który usiłował przekroczyć granicę jordańsko-syryjską.

### Bitwa o Tall al-Dżabijję
24 kwietnia 2014 rebelianci przejęli wzgórze Tall al-Dżabijja oraz część wioski As-Sukkarijja pod Nawą, przechwytując od pokonanych żołnierzy spore ilości broni. Dzień później, armia bez powodzenia próbowała odbić wzgórze. W dwudniowej bitwie o Tall al-Dżabijję zginęło 49 rebeliantów, w przeważającej ilości z Dżabhat an-Nusra, oraz 62 żołnierzy. 26 kwietnia 2014, armia rozpoczęła wycofywanie się z pozycji spod Tall al-Dżabijji, tymczasem rebelianci zajęli kolejne wzgórze – Tall Dżamu – oddalone o 5 km od zajętego dwa dni wcześniej wzgórza oraz punkt kontrolny i most w Tajruz. Z kolei 27 kwietnia 2014 weszli na wzgórze Tall al-Ahmar.

### Tarcia wśród rebeliantów i przechodzenie miast z rąk do rąk
1 maja 2014 do walk pod Darą przyłączył się Syryjski Front Rewolucyjny. Nie spodobało się to radykałom, gdyż Dżabhat an-Nusra wieczorem 3 maja 2014 po walce z SFR w Nawie, uprowadził dowódcę formacji Ahmada An-Na'miha, który uprzednio zdezerterował z narodowej armii zasadniczej. Torturowany An-Na'mih „przyznał się”, że współpracował z zagranicznym wywiadem, by podważyć wysiłek wojenny rebeliantów w kluczowych starciach. 5 maja 2014 islamiści ruszyli z ofensywą pod kryptonimem „Allah Akbar”, której celem było zajęcie miast Inchil i Nawa. Cele operacji zostały osiągnięte już po trzech dniach walk. 15 maja 2014 rebelianci wysadzili tunel wypełniony bombami w Darze, ogłaszając tym samym początek nowej ofensywy.
Kontratak sił rządowych rozpoczął się 16 maja 2014. Wówczas odpalono ponad 100 rakiet i dokonano 15 rajdów powietrznych na Nawę. Postępy Sił Zbrojnych Syrii zanotowano również w Inchilu, Dżasimie i Darze. Dzień później wojsko odbiło wzgórze Tall al-Dżabijja. 20 maja 2014 armia zajęła przedmieścia Dary i weszła do Nawy. Drugie z tych miast zostało całkowicie przejęte dokładnie tydzień później. W związku z tym armia odbiła kluczowe sektory na froncie południowym.

### Otwarcie frontu w As-Suwajdzie i kryzys na Wzgórzach Golan
Po zwycięskiej i trwającej nieco ponad tydzień ofensywie, walki na froncie przygasły. Rebelianci, podobnie jak było to w Górach Kalamun przystąpili do działań partyzanckich, w czasie których 14 czerwca 2014 zdołali zająć bazę na wzgórzu Al-Dżumu pod Nawą oraz 16 lipca 2014 bazę 26. batalionu. W międzyczasie, bo 23 czerwca 2014 Siły Lotnicze Izraela zbombardowały kwaterę 90. Brygady, mieszczącą się w Al-Kawm u podnóża Wzgórza Golan. Był to odwet za upadek pocisków na Wzgórza Golan, w efekcie czego zginął izraelski nastolatek. W sierpniu 2014 plemiona beduińskie z As-Suwajdy chwyciły za broń i zbuntowały się przeciwko siłom rządowym. Wspierani przez dżihadystów z Dżabhat an-Nusra walczyli przeciwko miejscowym Druzom. Po raz pierwszy po raz wojny domowej walki przelały się na muhafazę as-Suwajda, całkowicie kontrolowanej dotąd przez rząd centralny. Buntownicy zdołali przejąć miasta Ajb oraz Lajat. Tymczasem 24 sierpnia 2014 rebelianci przygotowując się do ataku na Zimrin, leżące przy granicy muhafaz Dara i Al-Kunajtira, wpadli w miejscowości Harra w zasadzkę, w efekcie czego 32 bojowników poniosło śmierć.
Mimo zasadzki rebelianci Dżabhat an-Nusra, Frontu Islamskiego, a także Syryjskiego Frontu Rewolucyjnego posunęli się dalej i 27 sierpnia 2014 zajęli przejście graniczne Al-Kunajtira z Wzgórzami Golan okupowanymi przez Izrael. W bitwie zginęło 20 żołnierzy i czterech rebeliantów. Dwa dni później sunniccy rebelianci uprowadzili 44 żołnierzy z Fidżi stacjonujących na Wzgórzach Golan w ramach misji stabilizacyjnej UNDOF. 30 sierpnia 2014 terroryści zaatakowali filipińskich żołnierzy, domagając się wcześniej od nich złożenia broni i oddania dwóch obozów. Żołnierze z Fidżi zostali uwolnieni 11 września 2014.

### Ofensywa rebeliantów pod Wzgórzami Golan
4 września 2014 rebelianci ogłosili początek ofensywy w muhafazie Al-Kunajtira. Tego samego dnia izraelskie lotnictwo zbombardowało Bazę 90. Brygady, w wyniku czego śmierć poniosło trzech żołnierzy. Po dwóch dniach walk rebelianci zdołali przejąć kontrolę nad Maszarą, Wzgózem Maszara i Chamisijją. W operacjach śmierć poniosło 73 bojowników, w tym 52 zginęło w zasadzce na Wzgórzu Maszara, którą zastawiła milicja Druzów. W ofensywie udział brali rebelianci Syryjskiego Frontu Rewolucyjnego i Dżabhat an-Nusra. 6 września 2014 armia przystąpiła do kontrataku na Maszarę, jednak rebelianci go odparli, zajmując w międzyczasie szpital w Majduliji, który pełnił funkcję bazy sił zbrojnych. W trakcie walk o te pozycje zginęło 26 żołnierzy oraz 17 rebeliantów. 7 września 2014 rebelianci zajęli Nab as-Sachr.
9 września 2014 wojsko wycofała się z rejonu Chan al-Hallabat, co umożliwiło rebeliantom przechwycić Wzgórze al-Mal, które łączyło Al-Kunajtirę z Darą. Następnie bojowicy weszli do miejscowości At-Tajha, Akraba i Kafr Nasidż. Podczas ofensywy zginęło ośmiu rebeliantów. Po kilku dniach ofensywy rebelianci kontrolowali 70% terytorium muhafazy Al-Kunajtiry. Do 13 września 2014 rebelianci zdobyli kontrolę nad 80% powierzchni muhafazy Al-Kunajtira, z kolei do 15 września 2014 opozycjoniści zdołali zająć całą syryjską stronę Wzgórz Golan. W tym czasie ONZ było zmuszona, wycofać z regionów setki żołnierzy sił pokojowych stacjonujących na Wzgórzach Golan. Rebelianci zajęli bazy, broń i pojazdy, pozostawione przez "błękitne hełmy".
23 września 2014 na wzgórzach Golan, siły izraelskie zestrzeliły syryjski Su-24, który wleciał w izraelską przestrzeń powietrzną.

## 2015–2016

### I bitwa o Asz-Szajch Maskin

I bitwa o Asz-Szajch Maskin.

24 stycznia 2015 bojownicy Dżabhat an-Nusra i FSA zaatakowali syryjskich żołnierzy na froncie w Asz-Szajch Maskin w dystrykcie Izra. Ich celem była baza wojskowa nr 82 znajdująca się w tej miejscowości. Wywiązała się walka, w której poległo czternastu żołnierzy, po czym baza została zajęta przez islamistów Dżabhat an-Nusra. Rebelianci kontynuowali natarcie 29 stycznia. Żołnierze Syrii próbowali kontrować, lecz musieli się wycofać z Asz-Szajch Maskin.

### Bitwa o Darę
25 czerwca 2015 tzw. Wolna Armia Syrii (FSA) ogłosiła rozpoczęcie operacji „Południowa Burza”, atakując pozycje lojalistów w Darze. Bojownicy usiłowali też przejąć drogę łączącą Darę z Damaszkiem, lecz zostali odparci. 28 czerwca walki toczyły się na północnych obrzeżach miasta, gdzie rebelianci wprawdzie czynili postępy lecz ponieśli znaczne straty. Zginęło 28 żołnierzy i 110 rebeliantów. 30 czerwca odparto atak FSA w południowej części miasta. 2 lipca ofensywa rebeliantów utknęła w martwym punkcie wobec twardej obrony armii syryjskiej.
13 sierpnia 2015 rebelianci zajęli wzgórze Zatar, położone na zachód od Dary, lecz żołnierze syryjscy odbili je następnego dnia.

### II bitwa o Asz-Szajch Maskin
Siły Zbrojne Syrii

II bitwa o Asz-Szajch Maskin.
Siły Zbrojne Syrii

27 grudnia 2015 żołnierze syryjscy podjęli działania mające na celu odbicie miasta Asz-Szajch Maskin w muhafazie Dary, zajmowanego przez FSA i Dżabhat an-Nusra, idąc z kierunku północno-wschodniego. 29 grudnia przejęli kontrolę nad bazą wojskową nr 82, zaś następnego dnia weszli do wschodniej części miasta, docierając do tamtejszego meczetu, po czym walki ustały na czas Nowego Roku.
5 stycznia 2016 islamiści zaatakowali bazę 82, lecz wieczorem zostali odparci. Sytuacja ta powtórzyła się następnego dnia. 8 stycznia oddziały antyrządowe uderzyły po raz trzeci, i po raz trzeci syryjscy żołnierze zdołali się obronić.
11 stycznia żołnierze syryjscy obsadzili 17 budynków w mieście.
W nocy z 24 na 25 stycznia pod osłoną deszczu Syryjczycy wysłali oddział, aby przechwycić wzgórze za miastem. Padający deszcz pomógł żołnierzom wspiąć się na szczyt nie będąc wykrytym, lecz później zostali zaatakowani z trzech stron, a dowodzący Mohammed Fares został ranny. Oddział zdołał utrzymać wzgórze do czasu aż dotarły posiłki.
26 stycznia 2016 żołnierze przeprowadzili decydujące natarcie w mieście, zdobywając meczet. Po tym większość bojowników wycofała w stronę miast Ibta i Nawa. Wieczorem Syryjczycy ogłosili odzyskanie pełnej kontroli nad miastem. Jeszcze tego samego dnia żołnierzy odwiedził Ali Abdullah Ajjub, szef sztabu generalnego. Bitwa o Asz-Szajch Maskin kosztowała Syryjczyków stratę 98 poległych. 

## 2018

Postępy ofensywy rządowej w 2018

### Wymiana ciosów
18 czerwca 2018 żołnierze syryjscy zaatakowali pozycje bojowników pod Bosrą. W odpowiedzi islamiści ostrzelali miasto As-Suwajda. 20 czerwca żołnierze uderzyli na Basr al-Harir, zajmując dwie pobliskie wsie, w nocy zaś przeprowadzili ostrzał artyleryjski. Przeciwnik ponownie zareagował ostrzałem Suwajdy.
22 czerwca żołnierze wystrzelili pociski w kierunku Bosry i Al-Karak. W odpowiedzi, 23 czerwca FSA ostrzelała pozycje armii pod Darą.

### Zwycięska ofensywa armii rządowej
23 czerwca 2018 bojownicy antyrządowi wtargnęli na pozycje armii pod Suwajdą, lecz po walce zostali odparci. Żołnierze mogli przejść do zdecydowanego natarcia i w ciągu następnych dwóch dni przejęli około 400 km² terenu, a 26 czerwca odbili Basr al-Harir. Opozycjoniści wycofali się do Al-Harak.
27 czerwca żołnierze odbili bazę wojskową nr 52, zaś 28 czerwca Al-Harak. W ostatnich dniach czerwca bojownicy FSA w Ibta i Al-Karak poddali się wobec przewagi armii syryjskiej. Dżihadyści HTS (wcześniejsze Dżabhat an-Nusra) skrytykowali tę decyzję.
10 lipca we wsi Zajzun wybuchł samochód-pułapka, zabijając od 14 do 35 osób. Do tego aktu terroryzmu przyznało się Państwo Islamskie. 11 lipca syryjskie lotnictwo nawet wsparło pobliski oddział FSA w celu odparcia zagrożenia ze strony ISIS.
7 lipca Syria zawarła porozumienie z przeciwnikiem, w myśl którego bojownicy, którzy nie chcieli całkiem się poddać, mogli oddać broń ciężką i zostać przetransportowani do Idlibu. Dzięki temu, do 12 lipca, Syria odzyskała pełną kontrolę nad miastem Dara. Tego samego dnia żołnierze wyzwolili Tafas.
15 lipca syryjska armia zaproponowała kapitulację wszystkim bojownikom na zachód od Dary. Islamiści związani z Dżabhat an-Nusra odmówili złożenia broni. W związku z tym, Syryjczycy byli zmuszeni kontynuować ofensywę do muhafazy Al-Kunajtira. 19 lipca bojownicy w Kunajtirze jednak skapitulowali i zostali objęci programem relokacji.
25 lipca terroryści ISIS przeprowadzili serię krwawych zamachów w Suwajdzie, zabijając ponad 200 osób.
26 lipca Syria odzyskała kontrolę nad miastem Al-Kunajtira. Tegoż dnia doszło do incydentu między Syrią a Izraelem, gdy wojska tego drugiego zestrzeliły syryjski samolot wojskowy nad Wzgórzami Golan; pilot zginął.
27 lipca pozostali bojownicy FSA i HTS zaakceptowali rządowy plan rozstrzygnięcia konfliktu na froncie południowym. Następnego dnia oddali artylerię i pojazdy bojowe i skorzystali z rządowego planu relokacji bojowników do Idlibu. Wśród oddanej przez nich broni znalazły się też pociski rakietowe, a nawet czołgi.
31 lipca 2018 oddział ISIS liczący około 200 terrorystów poddał się nad Jarmukiem. To zakończyło kampanię na froncie południowym.

## Następstwa
Z relokacji do Idlibu skorzystało 4297 bojowników (FSA i HTS) oraz 5355 ich cywilnych współpracowników i członków rodzin.
W Darze i Kunajtirze Siły Zbrojne Syrii zyskały nowych żołnierzy – szeregi armii uzupełniło 3800 rekrutów spośród mieszkańców tych okolic, a nawet byłych członków FSA. Żołnierze odnaleźli w tej okolicy liczne składy broni i amunicji, często amerykańskiej produkcji.
15 października 2018 Syryjczycy przywrócili do użytku przejście graniczne z Izraelem w Al-Kunajtirze.